# Aleksander Gardawski
Aleksander Gardawski (ur. 5 marca 1917 w Dobrej, zm. 4 kwietnia 1974 w Lublinie) – archeolog polski, profesor, wykładowca na UMCS w Lublinie.

## Życiorys

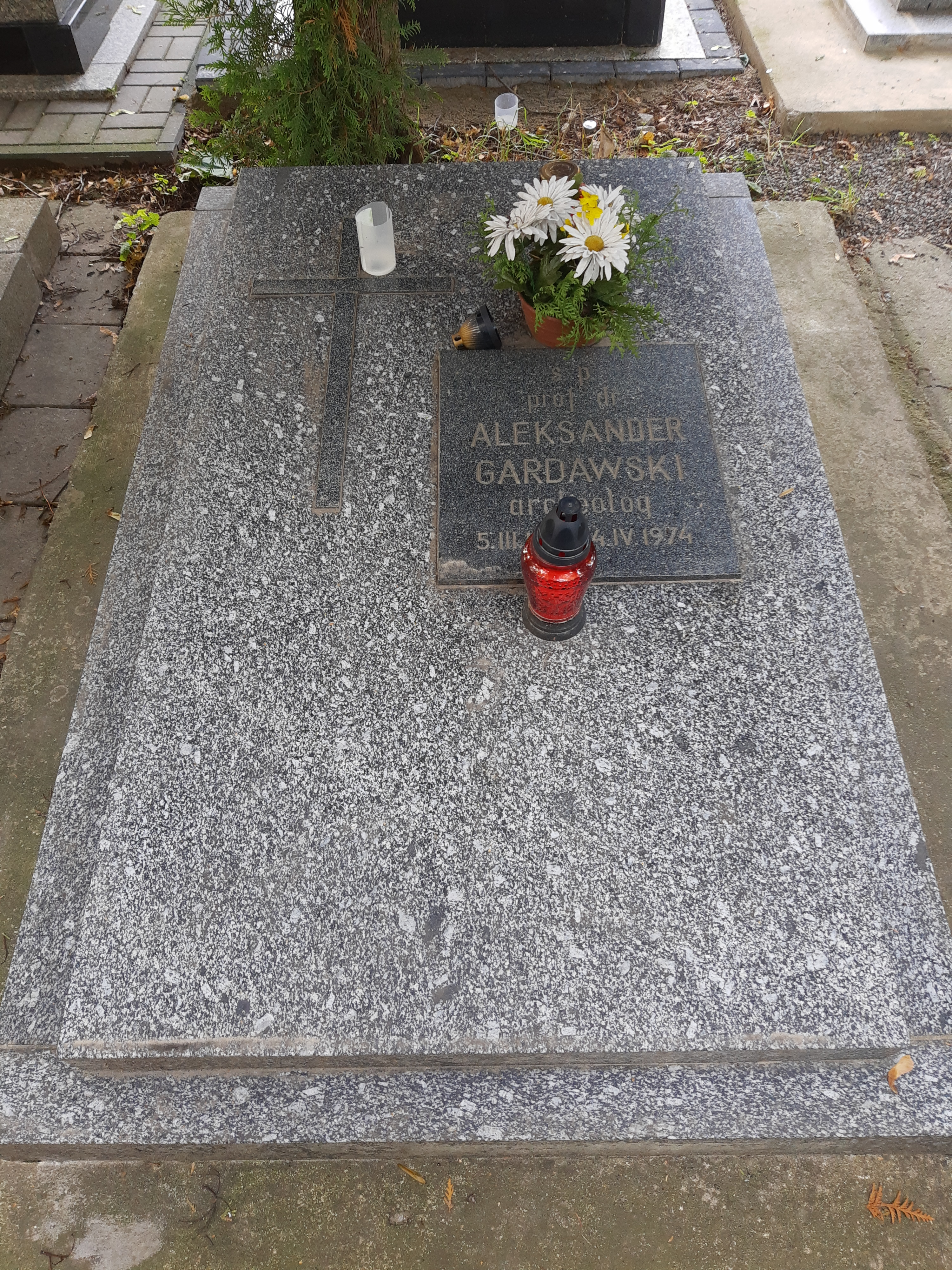
Grób prof. Aleksandra Gardawskiego na cmentarzu przy ul. Lipowej w Lublinie

Syn Władysława. Po II wojnie światowej pracował w Wojewódzkim Urzędzie Informacji i Propagandy w Łodzi. W 1948 na Uniwersytecie Łódzkim, pod kierunkiem prof. dr. Konrada Jażdżewskiego ukończył studia, uzyskując stopień magistra filozofii w zakresie prehistorii na podstawie pracy Niektóre zagadnienia kultury trzcinieckiej w świetle wykopalisk w Łubnej w Sieradzkiem. Podczas studiów pracował jako młodszy asystent Zakładu Prehistorii UŁ (1945−1948) oraz jako asystent w Miejskim Muzeum Prehistorycznym w Łodzi (1946−1949). W 1949−1950 wykładał w Państwowej Wyższej Szkole Pedagogicznej w Łodzi. W listopadzie 1949 rozpoczął pracę w Państwowym Muzeum Archeologicznym w Warszawie, w którym na stanowisku adiunkta, a od 1955 kustosza, kierował do 1958 Działem Epoki Brązu. W 1957 uzyskał w Instytucie Historii Kultury Materialnej Polskiej Akademii Nauk stopień naukowy kandydata nauk historycznych na podstawie pracy Plemiona kultury trzcinieckiej w Polsce, w 1958 przyznano mu tytuł docenta. Od 1958 pracował w UMCS w Lublinie. W 1959 objął kierownictwo Zakładu Archeologii Polski i Powszechnej na Wydziale Humanistycznym UMCS, równocześnie prowadząc (do 1965) pracownię archeologiczną Zakładu Neolitu i Początków Epoki Brązu IHKM PAN. W 1967 otrzymał tytuł naukowy profesora nadzwyczajnego nauk humanistycznych, a w 1973 tytuł profesora zwyczajnego. W 1970 został kierownikiem Zakładu Historii Starożytnej i Archeologii w Instytucie Historii.
Był członkiem Rady Stałej Międzynarodowej Unii Archeologii Słowiańskiej i Rady Naukowej Instytutu Historii Kultury Materialnej PAN.
Zajmował się zagadnieniami etnogenezy Słowian i ich kulturą we wczesnym średniowieczu. Był znawcą m.in. tematyki związanej z kulturą trzciniecką. Prowadził badania archeologiczne w Łubnej i Mierzanowicach.
Jest współautorem publikacji Polska starożytna i wczesnośredniowieczna napisanej wspólnie z Jerzym Gąssowskim (1961).
Pochowany w części komunalnej cmentarza przy ul. Lipowej w Lublinie (sektor P3KF-8-4).

## Ordery i odznaczenia
- Srebrny Krzyż Zasługi (11 lipca 1955)[3]
- Odznaka 1000-lecia Państwa Polskiego (1962)[4]
- Medal PTAiN Zasłużonego dla Archeologii Polskiej (1970)[4]

## Nagrody
- nagroda II stopnia Ministra Szkolnictwa Wyższego (1966)[4]
- nagroda Prezydium Wojewódzkiej Rady Narodowej w Lublinie (1966, 1968)[4]